# Kfz 13

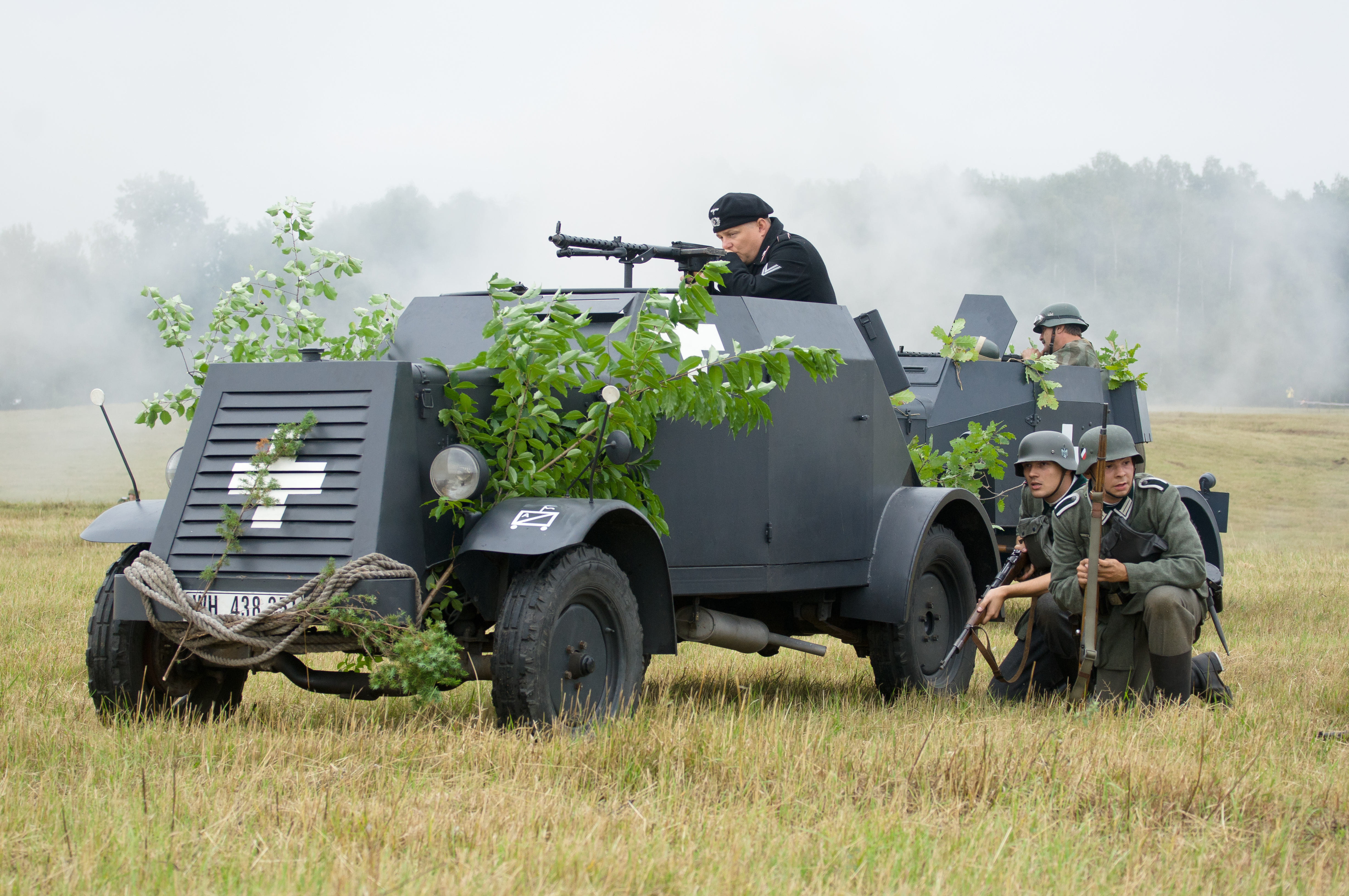
重现姆瓦瓦战役中的Kfz 13，2012年

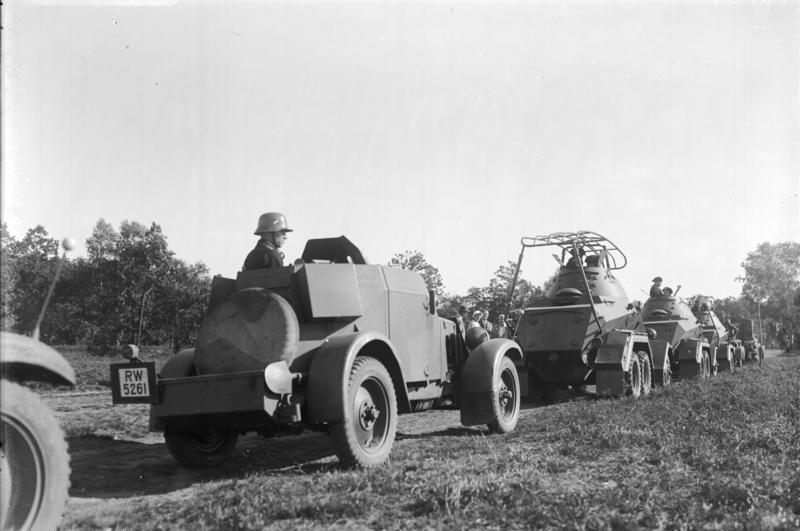
Kfz 13 (左)

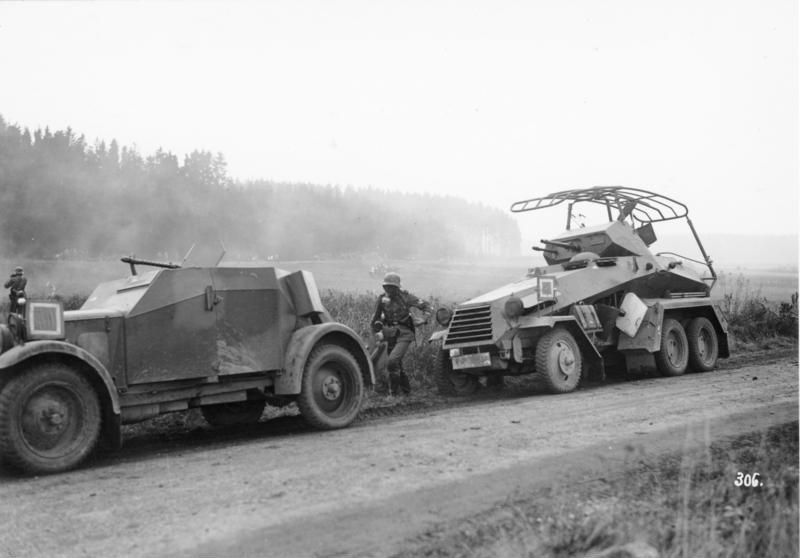
左：a Kfz 13;右：带大型环状天线的装甲型Sd.Kfz. 232（6轮无线电台及指挥车）

Kfz 13（德语：Maschinengewehr-Kraftwagen）是第一次世界大战后威玛防卫军采用的第一种装甲侦察车，到1935年时，该类轻型装甲车已交付147辆。 Kfz 13基于民用车阿德勒“标准6型”（Adler Standard 6）设计，底盤部分補強了5mm的裝甲，車體結構則以8mm裝甲板焊接而成。Kfz 13的標準武裝是一挺具有小型防盾的MG34通用機槍，另外配有做為副武裝的埃爾馬EMP衝鋒槍或MP38。非武装版的Kfz 14通信车则配备一座无线电台而非机枪。
尽管軍用化過程中配備了四輪驱动，但由於该型车的底盤來自於僅有後輪驅動的民用車架構，所以越野能力相對較差。
1935年，Kfz 13在新的4輪裝甲車Sd.Kfz.221、223服役後，就作為後勤車輛使用，或者被配發到尚未機械化的師團中當作偵查車輛。不過後來在波蘭战役和法國戰役中仍被投入作戰。于1941年退役，此后仅用于培训目的。

## 技术数据
- 重量：2.1吨
- 长度：4.2米
- 宽度：1.7米
- 发动机：阿德勒“标准6型”六缸水冷直列型发动机
- 最高时速（公路）：70公里/小时。
- 燃料量：70升
- 最大行程：380公里
- 乘员：2人（Kfz 13），3人（Kfz 14）
- 装备：MG13，之后为MG34及1,000发子弹
- 装甲：约8毫米
- 制造商：戴姆勒 - 奔驰
- 制造年份：1932年至1934年
- 数量：147辆（Kfz 13），40辆（Kfz 14）